# Yonny Hernández
Yonny Hernández, född 25 juli 1988 i Medellín är en colombiansk roadracingförare som sedan 2012 tävlar i MotoGP i VM i Grand Prix roadracing. Han är den förste colombian att tävla på den högsta internationella nivån i roadracing.
Hernández började tävla i motocross vid 15 års ålder. Han blev colombiansk mästare i 85cc-klassen 2003 och 2005. Han gjorde debut i roadracing 2008 och vann sitt första race när han deltog i de spanska supermotard-mästerskapen. Han blev fyra i spanska supersport-mästerskapen 2009.
Roadracing-VM 2010 gjorde Hernández VM-debut i Moto2-klassen för Team Avinita-STX på en BQR-Moto2 och fortsatte för samma team i samma klass säsongen 2011, fast på en FTR-motorcykel. Han fick därefter kontrakt på att 2012 köra i huvudklassen MotoGP för Avintia Racing MotoGP CRT Team på en BQR enligt CRT-reglerna. Till Roadracing-VM 2013 bytte Hernández stall till Paul Bird Motorsport och en ART-motorcykel. Till Aragoniens Grand Prix löstes Hernández från sitt kontrakt för att kunna köra för Pramac Ducati som ersättare för Ben Spies under resten av säsongen 2013. Hernández fortsatte hos Pramac Racing 2014. Till skillnad från stallkamraten Andrea Iannone körde han inte på 2014 års fabriksmaskin, utan på fjolårets motorcykel Ducati Desmosedici GP13. Hernández fortsatte för Pramac 2015 på en Desmosedici GP14.2. Hernández blev 14:e i VM 2015. Resultaten motsvarade inte förhoppningarna hos Pramac, som inte förlängde kontraktet. Roadracing-VM 2016 körde Hernández för Aspar Racing men fortsatt på en Ducati. I regnet på TT Assen ledde Hernandez sensationellt men vurpade. I övrigt var säsongen svag och han kom på 22:a plats i VM. Aspar förlängde inte Hernandez kontrakt och han kör Roadracing-VM 2017 i Moto2-klassen för AGR Team på en Kalex. Under sina fem år i MotoGP körde Hernandez i 84 race och kom som bäst på 7:e plats.

## VM-säsonger
| Säsong | Klass  | VM- plac. | Poäng | 1/2/3- plac. | Starter | Motorcykel | Team                                                           | Startnr |
| ------ | ------ | --------- | ----- | ------------ | ------- | ---------- | -------------------------------------------------------------- | ------- |
| 2010   | Moto2  | 21        | 32    | - / - / -    | 17      | BQR-Moto2  | Blusens-STX                                                    | 68      |
| 2011   | Moto2  | 19        | 42    | - / - / -    | 14      | FTR        | Blusens-STX                                                    | 68      |
| 2012   | MotoGP | 17        | 28    | - / - / -    | 15      | BQR        | Avintia Blusens                                                | 68      |
| 2013   | MotoGP | 18        | 21    | - / - / -    | 18      | ART Ducati | Paul Bird Motorsport (GP 1-13) Ignite Pramac Racing (GP 14-18) | 68      |
| 2014   | MotoGP | 15        | 53    | - / - / -    | 18      | Ducati     | Energy T.I. Pramac Racing                                      | 68      |
| 2015   | MotoGP | 14        | 56    | - / - / -    |         | Ducati     | Pramac Racing                                                  | 68      |
| 2016   | MotoGP | 22        | 20    | - / - / -    | 18      | Ducati     | Aspar Racing                                                   | 68      |
| 2017   | Moto2  |           |       |              |         | Kalex      | AGR Team                                                       | 68      |